# Hedebacken
Der Hedebacken in Hede ist eine Normalschanze der Kategorie K 90. Zu ihr gehören noch weitere Trainingsschanzen der Größen K 45, K 25 und K 15.

## Geschichte
Die ersten Schanzen in Hede wurden 1965 durch den Verein Hede IK errichtet. Um internationale Wettbewerbe austragen zu können, entschied man sich in den 1990er Jahren eine große Normalschanze zu errichten. 1997 begann man mit dem Bau der K 90-Schanze. Der erste internationale Wettbewerb fand am 20. März 1999 im Rahmen des Skisprung-Continental-Cup statt.
Bereits 2001 beendete die FIS die internationale Nutzung nach nur drei Wettbewerben auf der Schanze wieder. Seitdem springen die schwedischen Skispringer nur noch zu Trainingszwecken oder wie 2003 und 2005 zur Austragung der Schwedischen Meisterschaften auf der Schanze.

## Nationale Meisterschaften
Genannt werden alle vom Schwedischen Skiverband organisierten nationalen Meisterschaften
| Datum            | Kategorie      | Schanze | 1. Platz       | 2. Platz       | 3. Platz      |
| ---------------- | -------------- | ------- | -------------- | -------------- | ------------- |
| 26. Januar 2003  | SM 2003 Herren | K90     | Johan Eriksson | Besnik Gashi   | Isak Grimholm |
| 26. Januar 2003  | SM 2003 Damen  | K90     | Helena Olsson  | Linda Eriksson |               |
| 13. Februar 2005 | SM 2005 Herren | K90     | Alexander Mitz | Isak Grimholm  | Besnik Gashi  |

## Internationale Wettbewerbe
Genannt werden alle von der FIS organisierten Sprungwettbewerbe
| Datum         | Kategorie       | Schanze | 1. Platz        | 2. Platz       | 3. Platz        |
| ------------- | --------------- | ------- | --------------- | -------------- | --------------- |
| 20. März 1999 | Continental Cup | K90     | Toni Nieminen   | Dirk Else      | Akseli Lajunen  |
| 21. März 1999 | Continental Cup | K90     | Tom Aage Aarnes | Akseli Lajunen | Yoshiharu Ikeda |
| 18. März 2001 | Continental Cup | K90     | Morten Solem    | Masayuki Satō  | Morten Ågheim   |